# Hudson's Hope Airport
Hudson's Hope Airport är en flygplats i Kanada.   Den ligger i provinsen British Columbia, i den centrala delen av landet, 3 400 km väster om huvudstaden Ottawa. Hudson's Hope Airport ligger 688 meter över havet.
Terrängen runt Hudson's Hope Airport är kuperad åt sydost, men åt nordväst är den platt. Terrängen runt Hudson's Hope Airport sluttar österut. Trakten runt Hudson's Hope Airport är nära nog obefolkad, med mindre än två invånare per kvadratkilometer..
I omgivningarna runt Hudson's Hope Airport växer i huvudsak blandskog.